# Guardami amore
Guardami amore è un singolo del cantautore italiano Francesco Renga, pubblicato l'11 marzo 2016 come primo estratto dall'album Scriverò il tuo nome.
Il brano è stato scritto dallo stesso Renga la collaborazione di Tony Maiello e Sabatino Salvati.

## Video musicale
Il videoclip della canzone è stato diretto   Gaetano Morbioli ed è stato girato negli Stati Uniti.

## Tracce
1. Guardami amore – 2:45

## Classifiche
| Paese  | Posizione più alta |
| ------ | ------------------ |
| Italia | 64                 |